# صيغة هيرو
في الهندسة الرياضية، تستخدم صيغة هيرو التي سميت على أسم مكتشفها هيرو السكندري لحساب مساحة المثلث عندما يعرف أطوال أضلاعه الثلاث a و b و c. على عكس صيغ مساحة المثلث الأخرى، ليس هناك حاجة لحساب الزوايا أو مسافات أخرى في المثلث أولاً.

## صيغة القانون

مثلث له أضلاع b، a وc

تنص صيغة هيرو على أن مساحة المثلث الذي أطوال أضلاعه الثلاثة a, b, c معروفة هي:
{\displaystyle A={\sqrt {s\left(s-a\right)\left(s-b\right)\left(s-c\right)}}}
حيث s هو نصف محيط المثلث:
{\displaystyle s={\frac {a+b+c}{2}}.}
ومن الممكن كتابة صيغة هيرو على الأشكال التالية:
{\displaystyle A={\ {\sqrt {(a+b+c)(a+b-c)(b+c-a)(c+a-b)\,}}\  \over 4}}
{\displaystyle A={\ {\sqrt {2(a^{2}b^{2}+a^{2}c^{2}+b^{2}c^{2})-(a^{4}+b^{4}+c^{4})\,}}\  \over 4}}
{\displaystyle A={\ {\sqrt {(a^{2}+b^{2}+c^{2})^{2}-2(a^{4}+b^{4}+c^{4})\,}}\  \over 4}}
{\displaystyle A={\frac {\sqrt {4(a^{2}b^{2}+a^{2}c^{2}+b^{2}c^{2})-(a^{2}+b^{2}+c^{2})^{2}}}{4}}}
{\displaystyle A={\frac {\sqrt {4a^{2}b^{2}-(a^{2}+b^{2}-c^{2})^{2}}}{4}}}

## برهان صيغة هيرو

### البرهان بستعمال الحساب المثلثي
فيما يلي برهان لصيغة هيرو باستخدام الجبر، وهو يختلف عن البرهان الذي قدمه هيرو في كتابه «متريكا»: لتكن a، b، c هي أضلاع المثلث، ولتكن A، B، C زواياه المقابلة لأضلاعه. يصبح لدينا:
{\displaystyle \cos(C)={\frac {a^{2}+b^{2}-c^{2}}{2ab}}}
من قانون جيوب التمام. نحصل على:
{\displaystyle \sin(C)={\sqrt {1-\cos ^{2}(C)}}={\frac {\sqrt {4a^{2}b^{2}-(a^{2}+b^{2}-c^{2})^{2}}}{2ab}}.}
ارتفاع المثلث على القاعدة a طوله (b sin(C, وبالتالي:
{\displaystyle {\begin{aligned}A&={\frac {1}{2}}({\mbox{base}})({\mbox{altitude}})\\&={\frac {1}{2}}ab\sin(C)\\&={\frac {1}{4}}{\sqrt {4a^{2}b^{2}-(a^{2}+b^{2}-c^{2})^{2}}}\\&={\frac {1}{4}}{\sqrt {(2ab-(a^{2}+b^{2}-c^{2}))(2ab+(a^{2}+b^{2}-c^{2}))}}\\&={\frac {1}{4}}{\sqrt {(c^{2}-(a-b)^{2})((a+b)^{2}-c^{2})}}\\&={\frac {1}{4}}{\sqrt {(c-(a-b))((c+(a-b))((a+b)-c))((a+b)+c)}}\\&={\sqrt {s\left(s-a\right)\left(s-b\right)\left(s-c\right)}}.\end{aligned}}}
تم تحليل الفرق بين المربعين في مرحلتين مختلفتين.

### البرهان بستعمال التحليل البعدي
انظر إلى تحليل بعدي.
بما أن مساحة متعدد أضلاع ما بما في ذلك مثلث، هي كمية من البعد الثاني، فإن مربعها كمية من البعد الرابع. أضف إلى ذلك أن مساحة المثلث تنعدم كلما استقامت رؤوس هذا المثلث. ينتج عن هذا أن مربع مساحة مثلث تكتب كما يلي:
{\displaystyle S^{2}(a,b,c)=k\times (b+c-a)(a+c-b)(a+b-c)}.
وبما أن مربع مساحة مثلث هو كمية من البعد الرابع، فإن k لا يمكن له إلا أن يكون كمية من البعد الأول. هذا المربع هو متعددة حدود تماثلية.
{\displaystyle k=C(a+b+c)} حيث C قيمة ثابتة ينبغي تحديده
{\displaystyle S^{2}(a,b,c)=C(a+b+c)\times (b+c-a)(a+c-b)(a+b-c)}.
لايجاد قيمة C، اعتبر مثلثا قائم الزاوية وفي نفس الوقت متساوي الساقين

## تعميم الصيغة للشكل الرباعي

### شكل رباعي عامتا

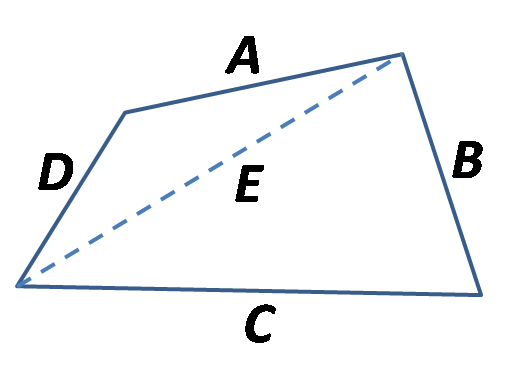
شكل رباعي غير منتظم

يمكن تعميم صيغة هيرو لحساب مساحة الشكل الرباعي بدلالة أطوال أضلاعه الأربعة وطول أحد قطريه وذلك بجمع مساحة مثلثين.
إذا افترضنا أن أضلاع الشكل الرباعي هي A،B،C،D وأن أحد قطريه هو E فإن مساحته تعطى بالعلاقة:
{\displaystyle A={\frac {{\sqrt {(A^{2}+D^{2}+E^{2})^{2}-2(A^{4}+D^{4}+E^{4})}}+{\sqrt {(B^{2}+C^{2}+E^{2})^{2}-2(B^{4}+C^{4}+E^{4})}}}{4}}}

### شكل رباعي دائري(صيغة براهماغوبتا)
تعد صيغة هيرو حالة خاصة لصيغة براهماغوبتا لقياس مساحة الشكل الرباعي الدائري.
إذا افترضنا أن أضلاع الرباعي الدائري هي a, b, c, d فسنجد أن مساحة الرباعي الدائري(A):
{\displaystyle A={\sqrt {(s-a)(s-b)(s-c)(s-d)}}}
حيث s هو نصف محيط الرباعي الدائري:
{\displaystyle s={\frac {a+b+c+d}{2}}}
يمكن الحصول على صيغة هيرو عن طريق جعل أحد أضلاع الشكل الرباعي الدائري طوله صفر.

## صيغة جيوشاو
تعزى الصيغة السابقة إلى هيرو السكندري، ويمكن الحصول على برهانها في كتابه (ميتريكا) الذي كتبه حوالى 60 بعد الميلاد.
توجد صيغة أخرى مكافئة لصيغة هيرو:
{\displaystyle A={\frac {1}{2}}{\sqrt {a^{2}c^{2}-\left({\frac {a^{2}+c^{2}-b^{2}}{2}}\right)^{2}}}}
اكتشفت هذه الصيغة من قبل الصينيين بشكل مستقل عن الأغريق ونشرها قين جيوشاو في 1247 ميلادية.

## برهان صيغة جيوشاو
إذا كان لدينا: a، b، c هي أضلاع المثلث، ولتكن A، B، C زواياه المقابلة لأضلاعه. يصبح لدينا:
{\displaystyle {\begin{aligned}A&={\frac {1}{2}}({\mbox{base}})({\mbox{altitude}})\\&={\frac {1}{2}}ab\sin(C)\\&={\frac {1}{2}}ab{\sqrt {1-cos^{2}(C)}}\\&={\frac {1}{2}}ab{\sqrt {1-\left({\frac {a^{2}+b^{2}-c^{2}}{2ab}}\right)^{2}}}\\&={\frac {1}{2}}{\sqrt {a^{2}b^{2}-\left({\frac {a^{2}+b^{2}-c^{2}}{2}}\right)^{2}}}\\\end{aligned}}}